# Appius Claudius Russus
Appius Claudius Russus war ein römischer Politiker und Senator des 3. Jahrhunderts v. Chr.
Russus entstammte der Patrizierfamilie der Claudier und gilt als Sohn des Appius Claudius Caecus. Gemeinsam mit Publius Sempronius Sophus führte er im Jahr 268 v. Chr. das Konsulat an. In diesem Jahr unterwarfen die beiden Konsuln die Picener, die im Vorjahr einen Aufstand gegen Rom angezettelt hatten. Sophus soll dabei den entscheidenderen Beitrag zum Sieg geleistet haben, aber beide Konsuln durften einen Triumph feiern. Während ihres Konsulats wurden zudem römische Kolonien in Ariminum und Beneventum gegründet.